# Asymina
Asymina, urodlin (Asimina Adans.) – rodzaj roślin z rodziny flaszowcowatych (Annonaceae). Obejmuje 8–9 gatunków. Rośliny te występują naturalnie we wschodniej części Ameryki Północnej – w klimacie od zwrotnikowego do umiarkowanego. Przy czym tylko jeden – asymina trójklapowa ma szeroki zasięg obejmujący tereny od Ontario po Florydę i Teksas, a reszta rośnie tylko na Florydzie i w sąsiedniej Georgii. Rośliny te rosną w lasach i zaroślach.
Asymina trójklapowa bywa uprawiana jako ciekawostka botaniczna w Europie. Gatunek ten dostarcza jadalnych owoców osiągających 0,4 kg masy. W Ameryce gatunek uprawiany jest jako drzewo owocowe w wielu odmianach o większej wydajności i lepszych cechach użytkowych owoców. Tam też jako gatunek ozdobny bywa uprawiana Asimina obovata o okazałych kwiatach o zapachu cytrynowym, otwierających się wczesną wiosną.

## Morfologia
PokrójZrzucające liście krzewy i drzewa, osiągające do 14 m wysokości. Pąki są nagie, ale zabezpieczone przez indumentum (włoski) w kolorze rdzy.
LiścieNaprzemianległe, pojedyncze, całobrzegie, siedzące, o blaszce kształtu jajowatego do lancetowatego, osiągającej od 6 do 30 cm długości.
KwiatyPromieniste, obupłciowe, zebrane w pęczkach. Rozwijają się w kątach pędów w tym samym czasie co liście. Mają 3 lub 4 nietrwałe działki kielicha o przeważnie trójkątnym kształcie. Płatków jest od sześciu do ośmiu, ułożone w dwóch okółkach i są one wolne. Pręciki są liczne i skupione w formie kuli. Kwiaty mają 2–12 wolnych słupków tworzących zalążnię górną. Dno kwiatowe jest wypukłe, kuliste lub podłużne.
OwoceMięsiste, wydłużone jagody barwy zielonej lub żółtej. W każdym kwiecie powstaje ich zwykle od 3 do 5 i osiągają one od 5 do 15 cm długości. W miąższu zawierają rząd fasolkowatych nasion koloru brązowego, o długości do 2,5 cm.

## Systematyka

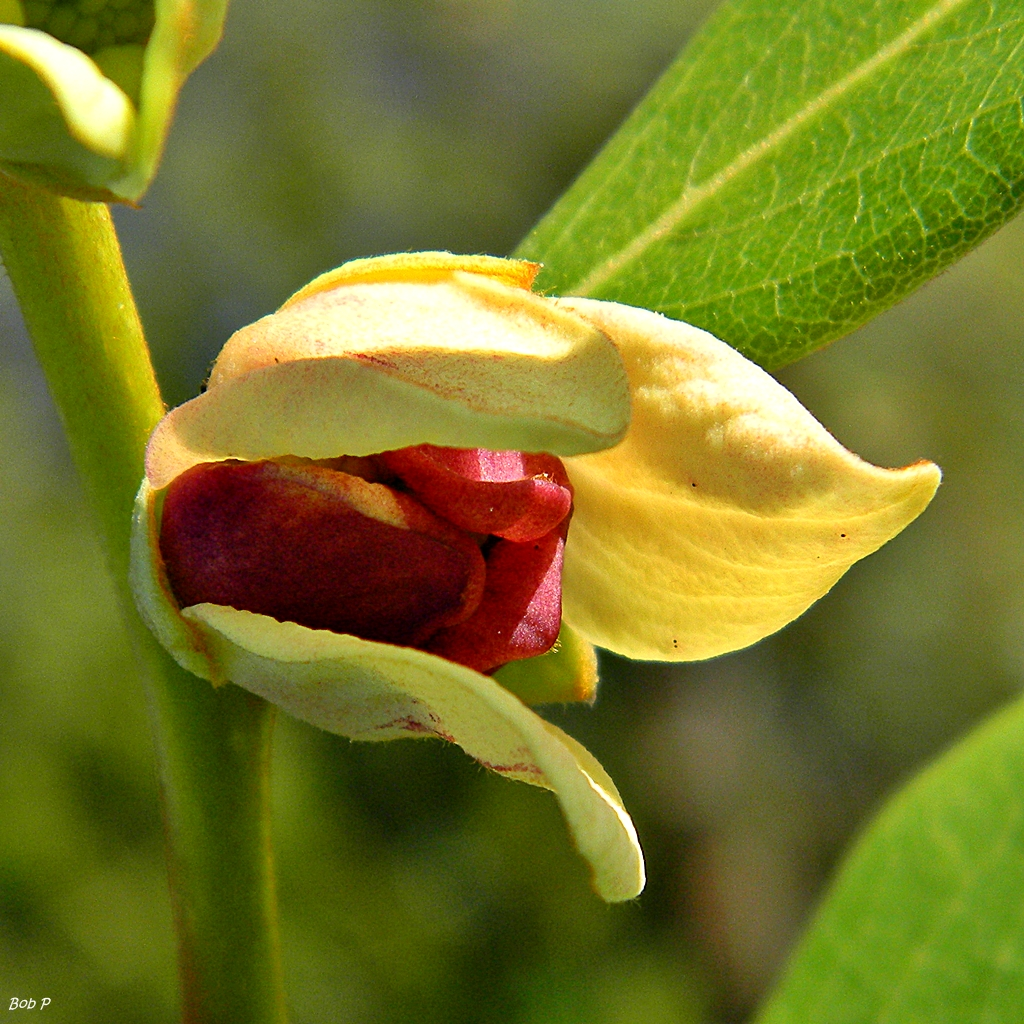
Kwiat gatunku A. tetramera

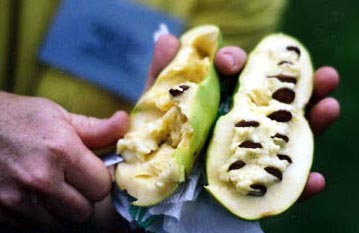
Asymina trójklapowa jest nazywana również „bananem preriowym”, ze względu na charakterystyczny zapach i konsystencję owocu

Pozycja według APweb (aktualizowany system APG IV z 2016)Rodzaj wraz z całą rodziną flaszowcowatych w ramach rzędu magnoliowców wchodzi w skład jednej ze starszych linii rozwojowych okrytonasiennych określanych jako klad magnoliowych.
Lista gatunków
- Asimina angustifolia Raf.
- Asimina incana (W.Bartram) Exell
- Asimina manasota DeLaney
- Asimina obovata (Willd.) Nash
- Asimina parviflora (Michx.) Dunal
- Asimina pygmaea (W.Bartram) Dunal
- Asimina reticulata Shuttlew. ex Chapm.
- Asimina tetramera Small
- Asimina triloba (L.) Dunal – asymina trójklapowa

Mieszańce międzygatunkowe
Poza mieszańcami w obrębie rodzaju spotykane są też w naturze mieszańce z gatunkiem Deeringothamnus rugelii.

- Asimina × bethanyensis DeLaney
- Asimina × colorata DeLaney
- Asimina × kralii DeLaney
- Asimina × nashii Kral
- Asimina × oboreticulata DeLaney
- Asimina × peninsularis DeLaney
- Asimina × piedmontana C.N.Horn

## Zastosowanie
Rośliny z tego rodzaju zawierają alkaloidy. Z gatunku A. reticulata wytwarzany jest leczniczy napar. Rosnąca w zachodniej części Stanów Zjednoczonych asymina trójklapowa ma jadalne owoce – są one największe spośród wszystkich owoców rodzimych gatunków Stanów Zjednoczonych (osiągają one około 400 g wagi). Miąższ ma słodki smak i jest równie pożywny jak banany. Z tych owoców można piec „chleb otrębowy”.